# Dorothy West
Dorothy West (Boston, 2 de junio de 1907-ibídem, 16 de agosto de 1998) fue una novelista y escritora de cuentos durante el Renacimiento de Harlem. Es más conocida por ser la autora de la novela The Living Is Easy, así como por muchas otras historias cortas y ensayos sobre la vida de una familia negra de clase alta.

## Primeros años
West nació en Boston, Massachusetts, el 2 de junio de 1907, fue una de los 22 hijos de Isaac Christopher West, quien anteriormente había sido esclavo y tras su liberación se convirtió en un exitoso hombre de negocios, y Rachel Pease Benson. Según los informes, West escribió su primera historia a la edad de siete años. Su primera historia corta, "Promise and Fulfillment", se publicó en el Boston Post cuando tenía 14 años, y ganó varios concursos locales de escritura. West asistió a la escuela latina para niñas, ahora llamada Boston Latin Academy, graduándose a los 16 años, y luego acudió a la Boston University y la Columbia University School of Journalism.
En 1926, empató en el segundo lugar en un concurso de escritura patrocinado por Opportunity, un diario publicado por la National Urban League, con su cuento "The Typewriter". La persona con quien West se relacionaba en esa época era la futura novelista Zora Neale Hurston.
Entre 1928 y 1930, algunos de los primeros escritos de West se publicaron en Saturday Evening Quill, una revista literaria anual efímera que surgió de un club literario del mismo nombre, del cual West fue miembro fundadora.

## Renacimiento de Harlem
Poco antes de ganar el concurso de escritura Oportunidad, West se mudó a Harlem con su prima, la poeta Helene Johnson. West conoció a otros escritores del Renacimiento de Harlem, entre los que se destacan Langston Hughes, Countee Cullen y el novelista Wallace Thurman. West suele ser citada con una frase de 1995: "No sabíamos que éramos parte del Renacimiento de Harlem, porque solamente éramos jóvenes y pobres". Hughes le dio a West el sobrenombre de "The Kid", por el cual fue conocida durante su tiempo en Harlem, también entre un grupo de afroamericanos que viajaron con él  a Rusia en 1932 para rodar una película sobre las relaciones raciales estadounidenses. La película nunca llegó a buen término, aunque ella y Hughes permanecieron en Rusia durante un año. Su ensayo de 1985 "Adventura in Moscú", publicado en Vineyard Gazette, cuenta un encuentro con el director de cine Sergei Eisenstein.

## Gran Depresión
Durante la Gran Depresión, la principal contribución de West al Renacimiento de Harlem fue publicar la revista Challenge, que fundó en 1934 con 40 dólares estadounidenses. También publicaría el que sería el sucesor de la revista Challenge, New Challenge. Entre los trabajos publicados se encuentran el ensayo pionero de Richard Wright "Blueprint for Negro Writing", junto con escritos de Margaret Walker y Ralph Ellison.
En sus últimos años, West se había dado cuenta de que, hasta el Renacimiento de Harlem, era casi imposible que una mujer negra mantuviera una carrera en la literatura. De hecho, fue una de las primeras escritoras de color en publicar sus trabajos. Esto sirvió más tarde como un recordatorio permanente de que las mujeres afroamericanas no siempre fueron reconocidas. West explicó en una entrevista que, debido a la falta de interés de los editores, la audiencia nunca tuvo la oportunidad de estar presente. También atribuyó su chispa de inspiración a la suscripción de su tía a la revista Crisis de la National Association for the Advancement of Colored People (NAACP). Dos años antes de su muerte, West ganó un Premio Anisfield-Wolf Book por Lifetime Achievement.

## Obra literaria
Después de que ambas revistas se cerraran por falta de financiamiento, West trabajó para el Proyecto de Escritores Federales de la Administración de Progreso de Trabajos hasta mediados de la década de 1940. Durante este tiempo escribió una serie de historias cortas para el New York Daily News, donde fue la primera escritora negra en ser publicada. Luego se mudó a Oak Bluffs en Martha's Vineyard, donde escribió su primera novela, The Living Is Easy. Con un irónico sentido del humor único en el estilo de West, la historia narra la vida de una joven sureña en busca de un estilo de vida de clase alta. Publicado en 1948, la novela fue bien recibida por la crítica pero no vendió muchas copias.
En las siguientes cuatro décadas, West trabajó como periodista, principalmente escribiendo para un pequeño periódico en Martha's Vineyard. En 1948, comenzó una columna semanal sobre gente, eventos y naturaleza de Oak Bluffs. En 1982 The Feminist Press trajo a The Living Is Easy nuevamente a la imprenta, prestando nueva atención a West y su papel en el Renacimiento de Harlem; fue incluida en la antología de 1992 Hijas de África (editado por Margaret Busby). Como resultado de este nuevo relanzamiento y la atención mediática, a la edad de 85 años West finalmente terminó una segunda novela, titulada The Wedding, que retrató el mensaje de que si bien la raza puede ser una distinción falsa, el amor no conoce límites. Publicada en 1995 la crítica lo tomó como una obra maestra, el Publishers Weekly declaró: "La primera novela de West en 45 años es un triunfo". La novela se convirtió en un best-seller y dio lugar a la publicación de una colección de historias cortas y reminiscencias de West, The Richer, the Poorer. Oprah Winfrey convirtió la novela en una miniserie de televisión en dos partes, The Wedding.

## Muerte
West murió el 16 de agosto de 1998, a la edad de 91 años, en el New England Medical Center de Boston. Aunque la causa de su muerte nunca fue explicada oficialmente, se sospecha que falleció por causas naturales. En el momento de muerte, ella era uno de los últimos miembros que todavía vivían del Renacimiento de Harlem. Cuando se le preguntó sobre cuál quería que fuese su legado, ella respondió con "Que me quedé allí. Que no dije que no podía".